# Jüdische Gemeinde Herborn
Die Jüdische Gemeinde Herborn war die jüdische Gemeinde in Herborn, einer Stadt im Lahn-Dill-Kreis in Hessen.

## Mittelalter
Im Spätmittelalter gab es eine jüdische Gemeinde in Herborn, über die aber nur punktuell Informationen überliefert sind. 1377 und 1398 wird eine Synagoge (Judenschule) erwähnt. Später wurde die Gemeinde wohl vertrieben, so dass es in Herborn jahrhundertelang keine jüdische Gemeinde gab.

## Neuzeit

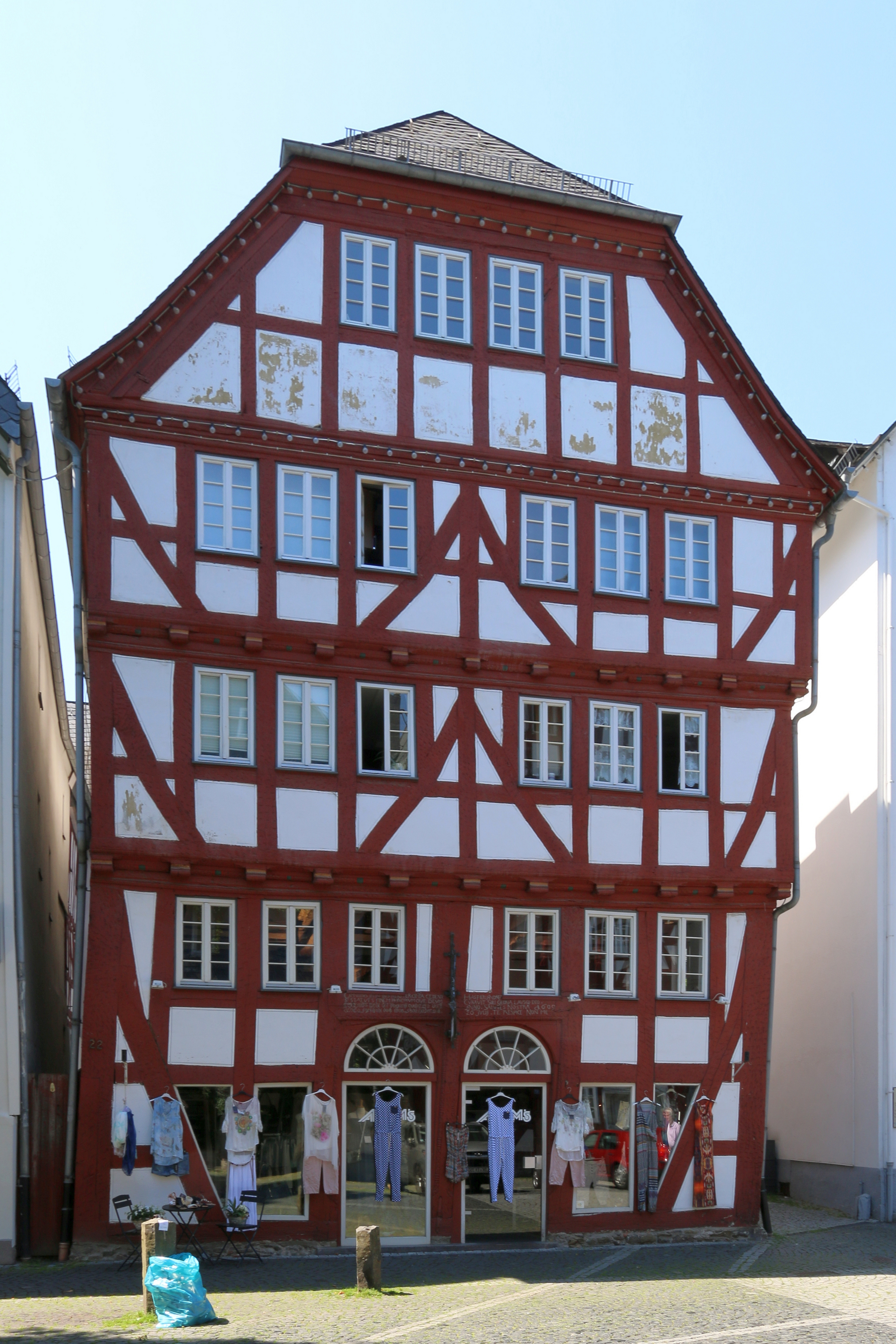
Kornmarkt 22. Die Synagoge befand sich von 1677 bis 1875 im Erdgeschoss und ersten Stock des Gebäudes.

Durch die judenfeindliche Religionspolitik in der streng reformierten Grafschaft Nassau-Dillenburg, zu der Herborn gehörte, kam es erst relativ spät wieder zum Zuzug von Juden. 1646 erhielt ein Jude, der von auswärts zuzog, wieder die Erlaubnis, sich in Herborn niederzulassen. Ihm folgten wohl einige weitere. Zwischen 1680 und 1840 zählte die Gemeinde allerdings nie mehr als acht Haushaltungen. Die geringe Zahl kann allerdings auch dadurch zustande kommen, dass sich die Familien in Großfamilien organisierten, da die Sondersteuer für Juden immer nur das Familienoberhaupt entrichten musste. Um 1677 kam die südliche Hälfte des Gebäudes Kornmarkt 22 in jüdischen Besitz und wurde von der jüdischen Gemeinde genutzt: Hier gab es eine Synagoge, Schulräume für die jüdische Gemeinde und eine Mikwe. Außerdem unterhielt die Gemeinde einen Friedhof.
| Jahr | Jüdische Einwohner | Anteil an der Gesamtbevölkerung | Anmerkung                                     |
| ---- | ------------------ | ------------------------------- | --------------------------------------------- |
| 1807 | 28                 |                                 |                                               |
| 1842 | 27                 |                                 |                                               |
| 1871 | 48                 | 1,9 %                           |                                               |
| 1875 | 87                 |                                 |                                               |
| 1885 | 67                 | 2,2 %                           |                                               |
| 1889 | 52                 |                                 | In 11 Haushalten                              |
| 1905 | 70                 | 1,6 %                           |                                               |
| 1924 | 124                | 2,2 %                           | 11 Kinder nahmen am Religionsunterricht teil. |
| 1932 |                    |                                 | 6 Kinder nahmen am Religionsunterricht teil.  |
| 1933 | 91                 | 1,5 %                           |                                               |
| 1939 | 45                 | 0,7 %                           |                                               |

Die Gemeinde hatte einen Lehrer angestellt, der zugleich als Vorbeter und Schochet tätig war. 1875 zog sie mit ihrem Gottesdienstraum in ein größeres Gebäude. Die Gemeinde gehörte zum Bezirksrabbinat Weilburg (später: Bad Ems und Weilburg). Nach dem Ersten Weltkrieg lebten die meisten jüdischen Familien in einfachen Verhältnissen und betrieben Kleingewerbe. Es gab einen Israelitischer Frauenverein. Der Bau einer neuen Synagoge war geplant, konnte aber vor 1933 nicht mehr begonnen werden und wurde danach aussichtslos. 

## Gewaltherrschaft und Holocaust
Nach 1933 ist ein Teil der jüdischen Gemeindeglieder aufgrund des durch die Nationalsozialisten organisierten wirtschaftlichen Boykotts, der zunehmenden Entrechtung und der Repressalien weggezogen oder ausgewandert. Im Novemberpogrom 1938 wurde die Synagoge verwüstet, mehrere Gemeindemitglieder in ihren Wohnungen überfallen, in das KZ Sachsenhausen verschleppt und Wohnungseinrichtungen zerstört. Die letzten 14 jüdischen Einwohner Herborns wurden am 28. August 1942 über Frankfurt am Main in das KZ Theresienstadt aber auch direkt in Vernichtungslager deportiert.

## Gedenken
Im November 2013 wurde am Eisernen Steg in Herborn ein Denkmal mit den Namen von 63 ermordeten, von den Nationalsozialisten als „jüdisch“ eingestuften, Herbornern eingeweiht.